# Pontiac (Míchigan)
Pontiac es una ciudad estadounidense, sede del condado de Oakland, en el estado de Míchigan. Con una población de 66.337 habitantes (2000), es parte del área metropolitana de Detroit, la mayor ciudad del estado. A pesar de ser considerado generalmente como un suburbio, Pontiac es un centro urbano de importancia debido a la presencia de grandes industrias y empresas.
La ciudad es probablemente conocida por ser la sede de una de las principales plantas de fabricación de General Motors en las que se producen los automóviles Pontiac. En esta ciudad se ubica el estadio Pontiac Silverdome, sede de la Copa Mundial de Fútbol de 1994 y de la Super Bowl XVI.

## Educación
El Distrito Escolar de la Ciudad de Pontiac gestiona las escuelas públicas.